# Sức lao động
Sức lao động là một khái niệm trọng yếu trong kinh tế chính trị Mác-xít. Mác định nghĩa sức lao động là toàn bộ những năng lực thể chất, trí tuệ và tinh thần tồn tại trong một cơ thể, trong một con người đang sống, và được người đó đem ra vận dụng mỗi khi sản xuất ra một giá trị thặng dư nào đó. Sức lao động là khả năng lao động của con người, là điều kiện tiên quyết của mọi quá trình sản xuất và là lực lượng sản xuất sáng tạo chủ yếu của xã hội. Nhưng sức lao động mới chỉ là khả năng lao động, còn lao động là sự tiêu dùng sức lao động trong hiện thực.

## Điều kiện trở thành hàng hóa
1. Người lao động hoàn toàn tự do về thân thể, có khả năng chi phối sức lao động của mình.
2. Người chủ sức lao động không có đủ tư liệu sản xuất cần thiết để có thể bán những hàng hoá trong đó lao động của anh ta kết tinh.

## Giá trị hàng hóa sức lao động
Giá trị hàng hoá sức lao động được quyết định bởi lao động xã hội cần thiết để sản xuất và tái sản xuất ra sức lao động; gồm 3 bộ phận hợp thành: 
- Giá trị tư liệu sinh hoạt cần thiết cho người lao động;
- Chi phí đào tạo người lao động;
- Giá trị tư liệu sinh hoạt cần thiết để duy trì cho gia đình người lao động.

Giá trị hàng hóa sức lao động khác hàng hóa thông thường ở chỗ: giá trị hàng hóa sức lao động mang yếu tố tinh thần và lịch sử.

## Giá trị sử dụng hàng hóa sức lao động
Giá trị sử dụng để thoả mãn nhu cầu của người mua - tiêu dùng nó trong quá trình lao động tạo ra hàng hoá; chỉ thể hiện ra trong quá trình tiêu dùng sức lao động, tức là quá trình lao động của người công nhân làm thuê; giá trị sử dụng của hàng hóa sức lao động là một giá trị sử dụng đặc biệt.

## Hàng hóa đặc biệt
Hàng hoá sức lao động là hàng hóa đặc biệt, khác với hàng hóa thông thường ở chỗ:
- Người lao động chỉ bán quyền sử dụng, không bán quyền sở hữu; chỉ được bán có thời hạn, không bán vĩnh viễn.
- Giá trị của hàng hóa sức lao động bao gồm yếu tố tinh thần và lịch sử.
- Càng sử dụng thì người lao động càng tích lũy được kinh nghiệm, nâng cao tay nghề, năng suất lao động cao hơn.
- Trong quá trình tiêu dùng hàng hóa sức lao động có khả năng tạo ra một lượng giá trị mới lớn hơn giá trị bản thân nó.